# Rete commerciale dell'Oceano Indiano
La rete commerciale dell'Oceano Indiano è stata una rete di scambi tra Oriente e Occidente intrattenuti via terra e via mare nel corso della storia. Il commercio a lunga distanza di dau e prahos nei periodi preistorici e primi storici contribuì a sviluppare le interazioni tra popoli, culture e civiltà in una rete che si estendeva dal sud-est asiatico fino all'Africa orientale e meridionale e alle coste orientali del Mediterraneo.

## Nell'antichità

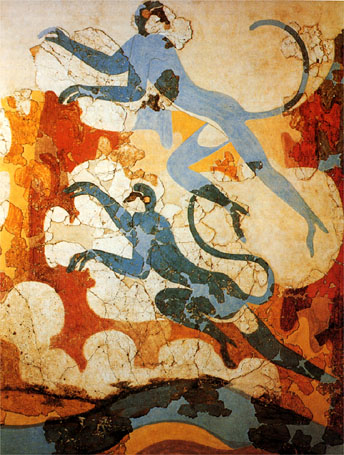
Scimmie con la coda a forma di S raffigurate negli affreschi del XVIII e XVII secolo a.C. ad Akrotiri, sull'isola egea di Santorini. Gli studi successivi le hanno classificate come languri grigi dell'Asia meridionale

Una vasta rete commerciale marittima operava tra le civiltà Harappa e mesopotamiche già nella Fase Harappa media (2600-1900 a.C.), con gran parte del commercio gestito da "mercanti intermediari di Dilmun" (l'odierno Bahrein e l'isola di Failaka situata nel Golfo Persico).
Diversi insediamenti costieri dell'odierno Pakistan come Sutkagan Dor (a cavallo del fiume Dasht, a nord di Jiwani), Sokhta Koh (a cavallo del fiume Shadi, a nord di Pasni) e Balakot (vicino a Sonmiani), e il sito di Lothal nell'India occidentale testimoniano l'importanza commerciale avuta durante la civiltà Harappa. I porti poco profondi situati agli estuari dei fiumi che sfociano nel mare consentivano un vivace commercio marittimo con le città mesopotamiche.

### Rete commerciale indo mediterranea
Gli studi archeologici hanno evidenziato il crescente corpus di prove a sostegno dei contatti marittimi diretti tra l'Egitto dell'età del bronzo e l'India attraverso il Mar Rosso. Alcuni studiosi come Gergory Possehl hanno persino ipotizzato che vi fossero attività marittime tra le civiltà della valle dell'Indo e l'Africa orientale. Le rotte marittime della rete commerciale dell'Oceano Indiano orientale si estendevano fino a includere il Giappone già all'inizio del periodo Yayoi (III secolo a.C.), come evidenziato dalla scoperta di perle indo-pacifiche.

## Rete commerciale marittima austronesiana

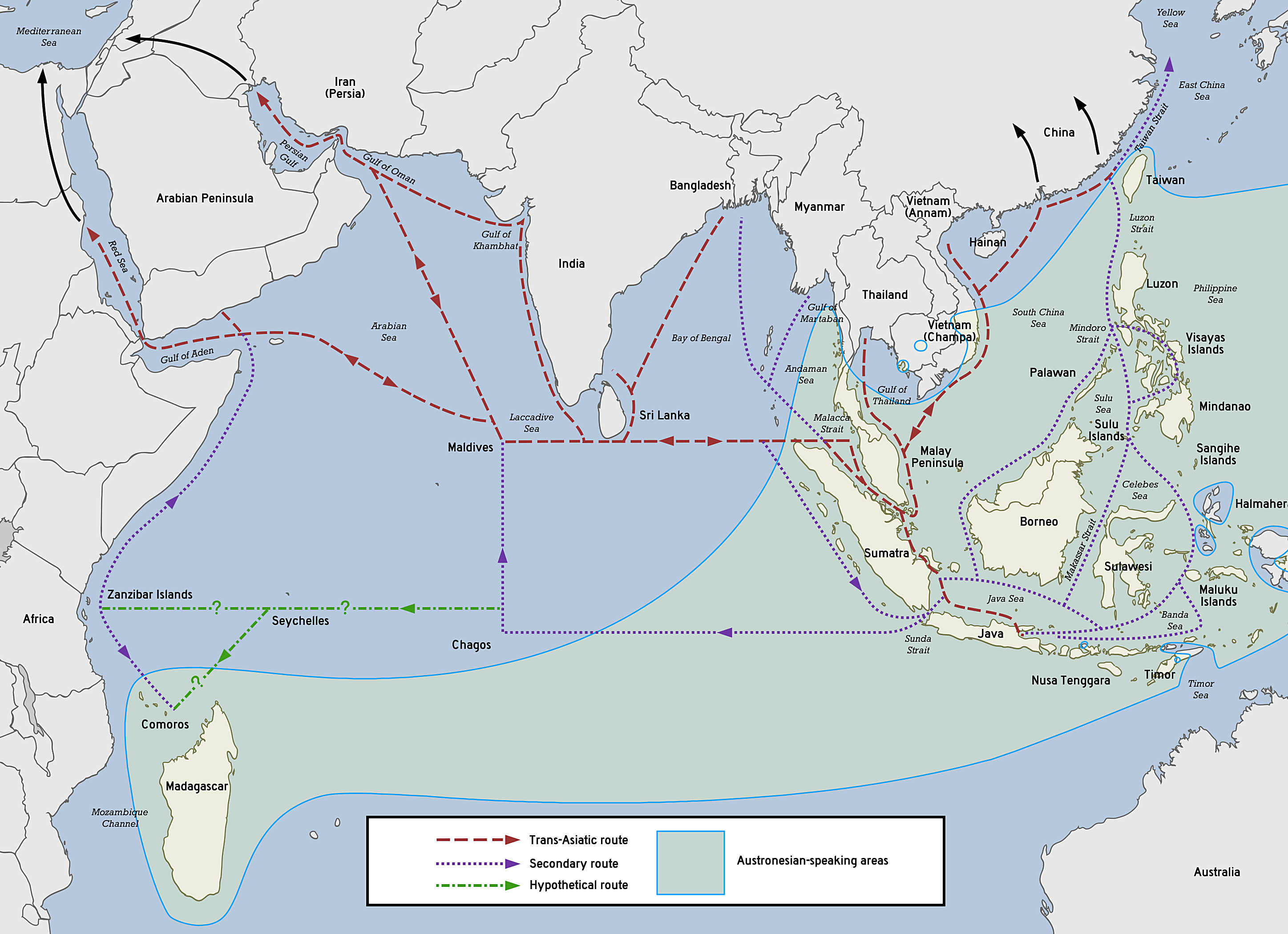
Rete commerciale marittima protostorica e storica austronesiana nell'Oceano Indiano

La prima vera rete commerciale marittima dell'Oceano Indiano fu quella dei popoli austronesiani delle isole del sud-est asiatico. Essi stabilirono rotte commerciali con l'India meridionale e lo Sri Lanka già nel 1500 a.C., inaugurando uno scambio di prodotti che includevano catamarani, canoe polinesiane, paan, noci di cocco, legno di sandalo, banane e canna da zucchero. La rete inoltre faceva da connessione tra India e Cina. Gli indonesiani in particolare commerciavano spezie (principalmente cannella e cassia) con l'Africa orientale per mezzo di catamarani e canoe e navigando con l'aiuto dei venti occidentali nell'Oceano Indiano. Questa rete si espanse fino a raggiungere l'Africa e la penisola arabica, determinando la colonizzazione austronesiana del Madagascar entro la prima metà del primo millennio d.C. Questa tratta continuò a operare fino all'epoca storica, confluendo poi nella via della seta marittima.

## Periodo ellenistico e romano

Commercio romano con l'India secondo il Periplus Maris Erythraei, I secolo d.C.

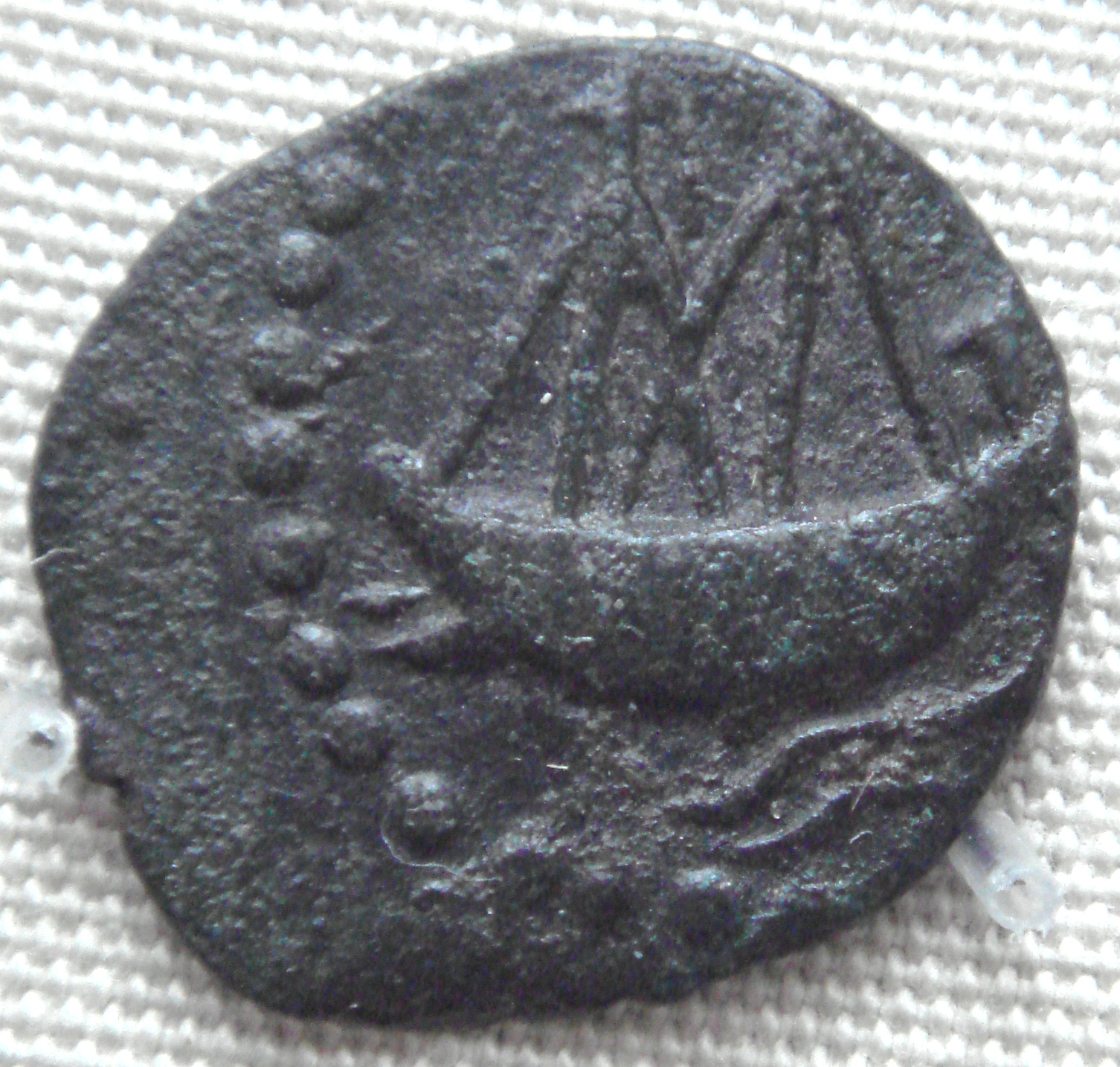
Nave indiana raffigurata su una moneta di piombo di Vasisthiputra Sri Pulamavi

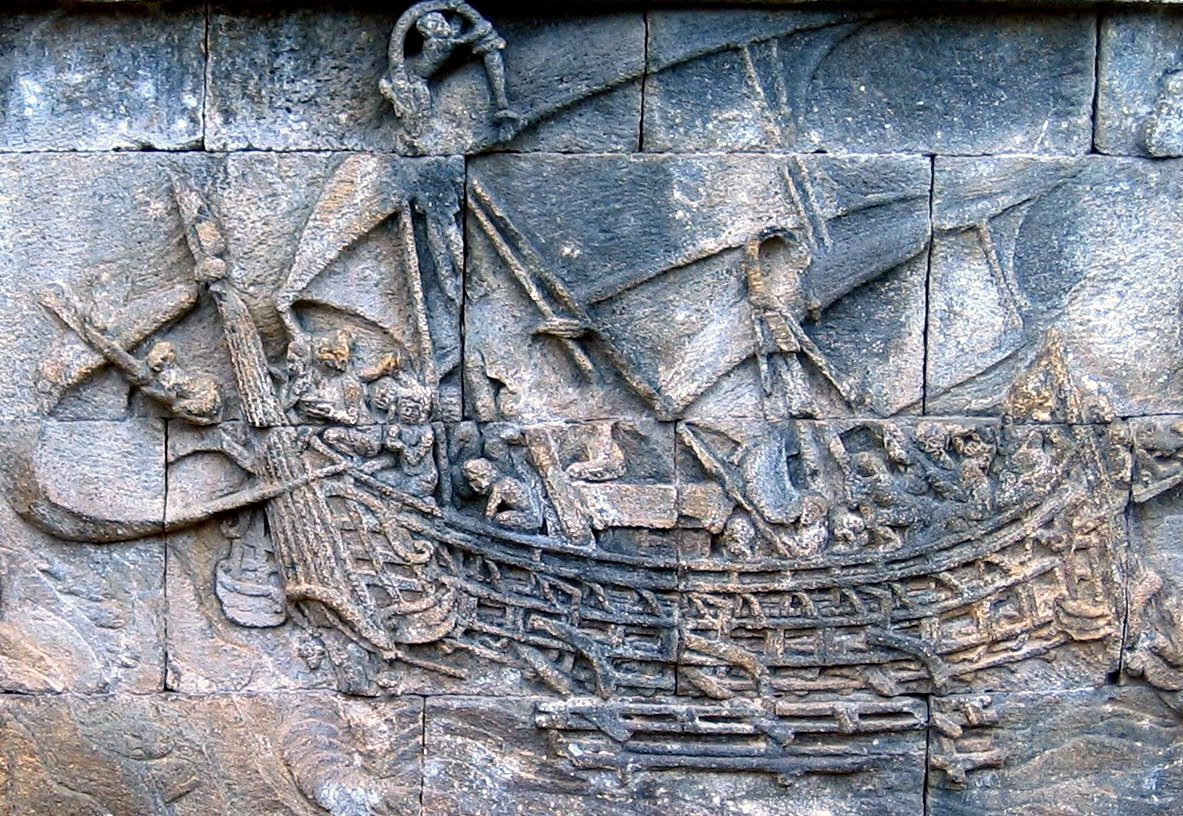
Pannello in rilievo di una nave a Borobudur, VIII-IX secolo.

Il commercio tra l'India e il regno tolemaico fu avviato da Eudosso di Cizico nel 130 a.C. Dall'Egitto le merci potevano essere inviate ai porti di tutto il Mediterraneo. L'apertura dei porti del Mar Rosso da parte del regno e la migliore conoscenza dei monsoni stagionali incrementarono gli scambi commerciali.
Il consolidamento dell'amministrazione del bacino del Mediterraneo sotto l'impero romano portò al rafforzamento del commercio marittimo diretto con l'India e all'eliminazione delle tasse riscosse in precedenza dagli intermediari delle varie rotte commerciali terrestri. Il commercio tra l'Impero romano e l'India raggiunse l'apice durante i primi due secoli dell'età volgare, facilitato dalla pace e dalla prosperità che sorsero a partire dal regno dell'imperatore Augusto (27 a.C.-14 d.C.) e che terminarono con la peste antonina.
Secondo Strabone:
(Strabone)
La menzione di Strabone del vasto aumento del commercio in seguito all'annessione romana dell'Egitto indica che i monsoni erano conosciuti e utilizzati per il commercio. Venne impiegato talmente tanto oro, apparentemente riciclato dall'Impero Kusana per il proprio conio, che Plinio il Vecchio (NH VI.101) si lamentò della trafuga di questo bene in India.

### I porti romani
I tre principali porti romani coinvolti nel commercio orientale erano Arsinoe, Berenice e Myos Hormos.

#### Arsinoe

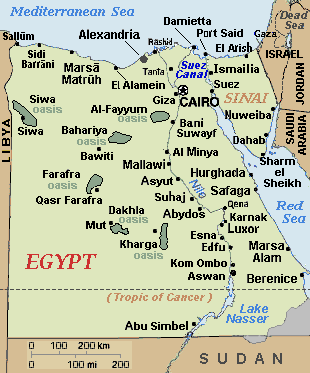
Siti dei porti egiziani del Mar Rosso, tra cui figurano Alessandria e Berenice.

La dinastia tolemaica sfruttò la posizione strategica di Alessandria per garantire il commercio con il subcontinente indiano. Il corso del commercio con l'est sembra quindi essere passato prima attraverso il porto di Arsinoe, l'attuale Suez. I romani ripararono e ripulirono il canale interrato che partiva dal Nilo fino alla città. Questo fu uno dei tanti provvedimenti che l'amministrazione romana dovette intraprendere per dirottare quanto più commercio possibile sulle rotte marittime.
Arsinoe fu infine messa in ombra dal crescente sviluppo di Myos Hormos, in quanto i venti settentrionali nel Golfo di Suez rendevano più difficile la navigazione a nord. Vi erano poi ulteriori difficoltà come secche, scogliere e correnti pericolose.

#### Myos Hormos e Berenice
Myos Hormos e Berenice sembrano essere stati due importanti porti commerciali nell'antichità, probabilmente utilizzati dai commercianti faraonici dell'antico Egitto e dalla dinastia tolemaica prima di cadere sotto il controllo romano.
Il sito di Berenice, sin dalla sua scoperta da parte di Giovanni Battista Belzoni nel 1818, è stato equiparato alle rovine vicino a Ras Banas, nell'Egitto meridionale. Tuttavia i resoconti forniti dalla letteratura classica vanno in contrasto con le immagini satellitari riguardo alla sua posizione esatta. È probabile che questa combaci con il sito di Quseir el-Quadim posto alla fine di una strada fortificata che parte da Copto. I ritrovamenti di ostrakon a el-Zerqa a metà percorso hanno ulteriormente confermato questa ipotesi.

### I porti dell'Asia meridionale
I porti regionali di Barbarikon (l'odierna Karachi), Sounagoura (nel Bangladesh centrale), Bharuch, Muziris, Korkai, Kaveripattinam e Arikamedu (a sud dell'India) erano i principali centri di questa tratta commerciale insieme alla città di Kodumanal, situata nell'entroterra. Il Periplus Maris Erythraei descrive mercanti greco-romani che vendevano a Barbarikon "abiti leggeri, lini figurati, topazi, coralli, storace, incenso, vasi di vetro, piatti d'argento e d'oro e un po' di vino" in cambio di "bdellio, nardo, turchese, lapislazzuli, pelli seriche, tela di cotone, filati di seta e indaco". Inoltre acquistavano grano, riso, olio di sesamo, cotone e stoffa.

#### Bharuch
Il commercio con Bharuch sotto il controllo del satrapo occidentale indo-scita Nahapana era particolarmente fiorente:
(Periplus Maris Erythraei, paragrafo 49.)

#### Muziris

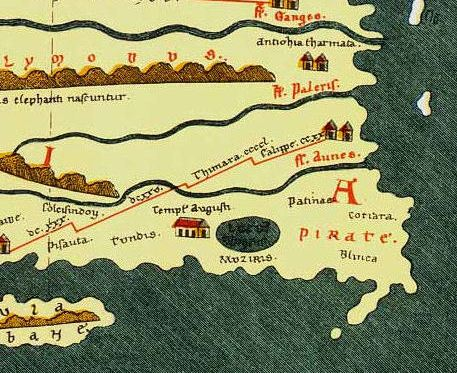
Muziris mostrato nella Tabula Peutingeriana

Muziris era un'antica città portuale della costa sudoccidentale dell'India e fu un importante centro strategico dal punto di vista commerciale nell'antica terra Tamil tra il regno di Chera e l'Impero romano. La sua posizione è generalmente identificata con l'odierna Kodungallur, nel Kerala centrale.
Secondo il Periplus, numerosi marinai greci gestirono un intenso commercio con Muziris:
(Periplus Maris Erythraei, 53-54)

#### Arikamedu
Il Periplus Maris Erythraei menziona una città chiamata Poduke (cap. 60) che George Wynn Brereton Huntingford identificò come Arikamedu nel Tamil Nadu, un centro del primo commercio di Chola (ora parte di Ariyankuppam), a circa 3 km dalla moderna Pondicherry. Huntingford osserva inoltre che qui fu trovata della ceramica romana nel 1937 e gli scavi archeologici tra il 1944 e il 1949 mostrarono che si trattava di "una stazione commerciale in cui venivano importati beni di fabbricazione romana durante la prima metà del I secolo d.C.".

### Declino e lascito
Dopo le guerre romano-persiane le aree dell'impero bizantino furono conquistate da re sasanide Cosroe II, ma l'imperatore bizantino Eraclio le riconquistò nel 628. Gli arabi guidati da 'Amr ibn al-'As entrarono in Egitto alla fine del 639 o all'inizio del 640 d.C. segnando l'inizio della conquista islamica dell'Egitto e il declino del porto di Alessandria, che era stato utilizzato per garantire il commercio con il subcontinente indiano sin dalla dinastia tolemaica.
Ciò fece sì che il Tamilakam si rivolse al sud-est asiatico per il commercio internazionale, attingendo da esso molto più di quanto non avesse fatto dal mondo romano.

## Periodo indù-buddista della Grande India
I Satavahana fondarono diverse imprese marittime nel sud-est asiatico.
La rappresentazione dell'VIII secolo di un doppio bilanciere in legno e di una nave Borobudur a vela nell'antica Giava suggerisce che esistessero antichi collegamenti commerciali attraverso l'Oceano Indiano tra l'Indonesia e il Madagascar e l'Africa orientale (a volte indicati come "Rotta della cannella"). Lo stabilizzatore singolo o doppio è una caratteristica tipica delle navi dei marinai austronesiani. Durante questo periodo, tra il VII e il XIII secolo, nell'arcipelago indonesiano fiorì l'impero talassocratico Srivijaya che governava la rete commerciale marittima nel sud-est asiatico e che collegava India e Cina.

## Rotta cinese

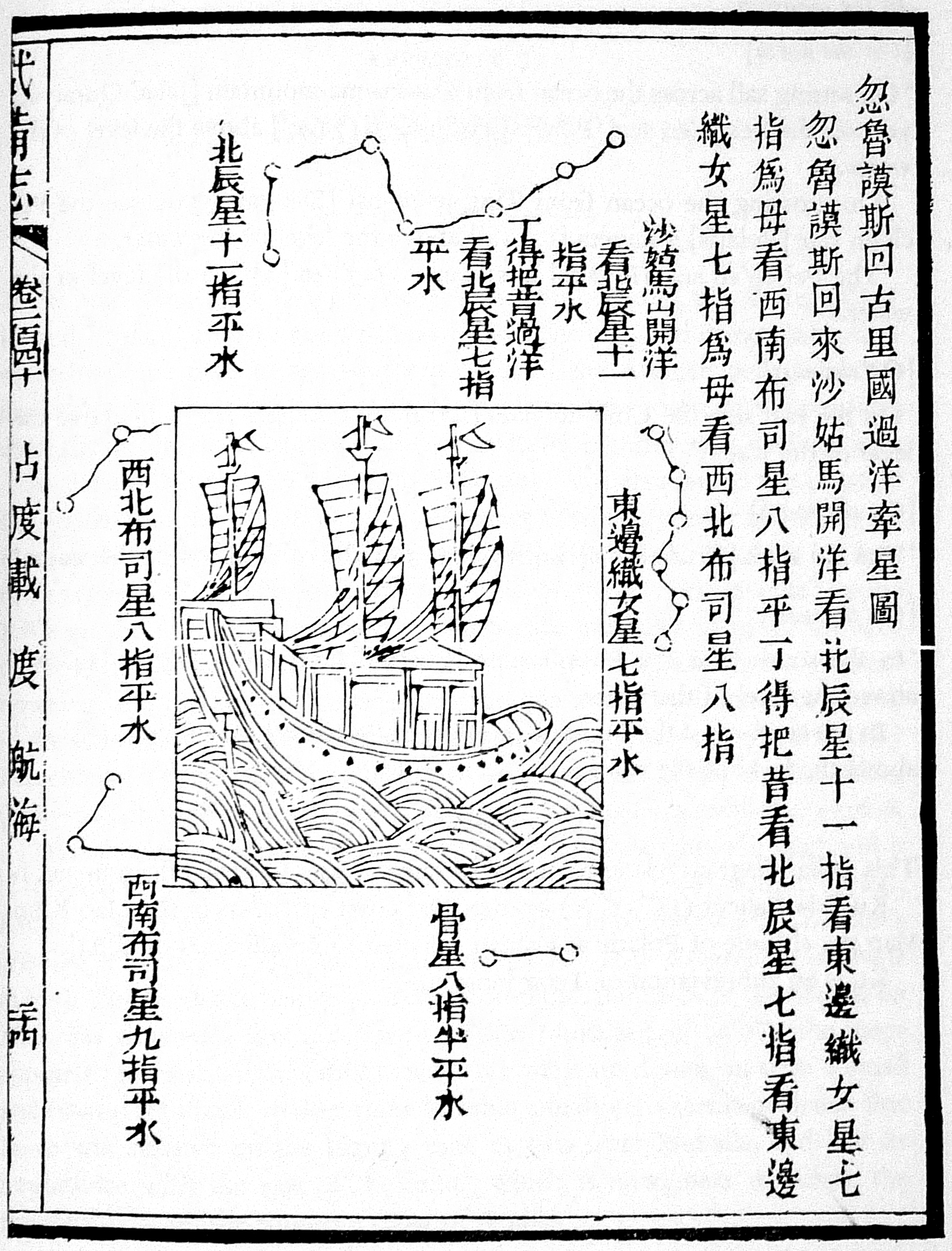
Parte della mappa di navigazione di Zheng He che fornisce istruzioni per l'allineamento della nave per viaggiare da Hormuz a Kozhikode, 1430

Le flotte cinesi guidate da Zheng He attraversarono l'Oceano Indiano durante la prima parte del XV secolo. Le missioni erano diplomatiche piuttosto che commerciali, ma furono effettuati molti scambi di doni e prodotti.

## Rotta giapponese

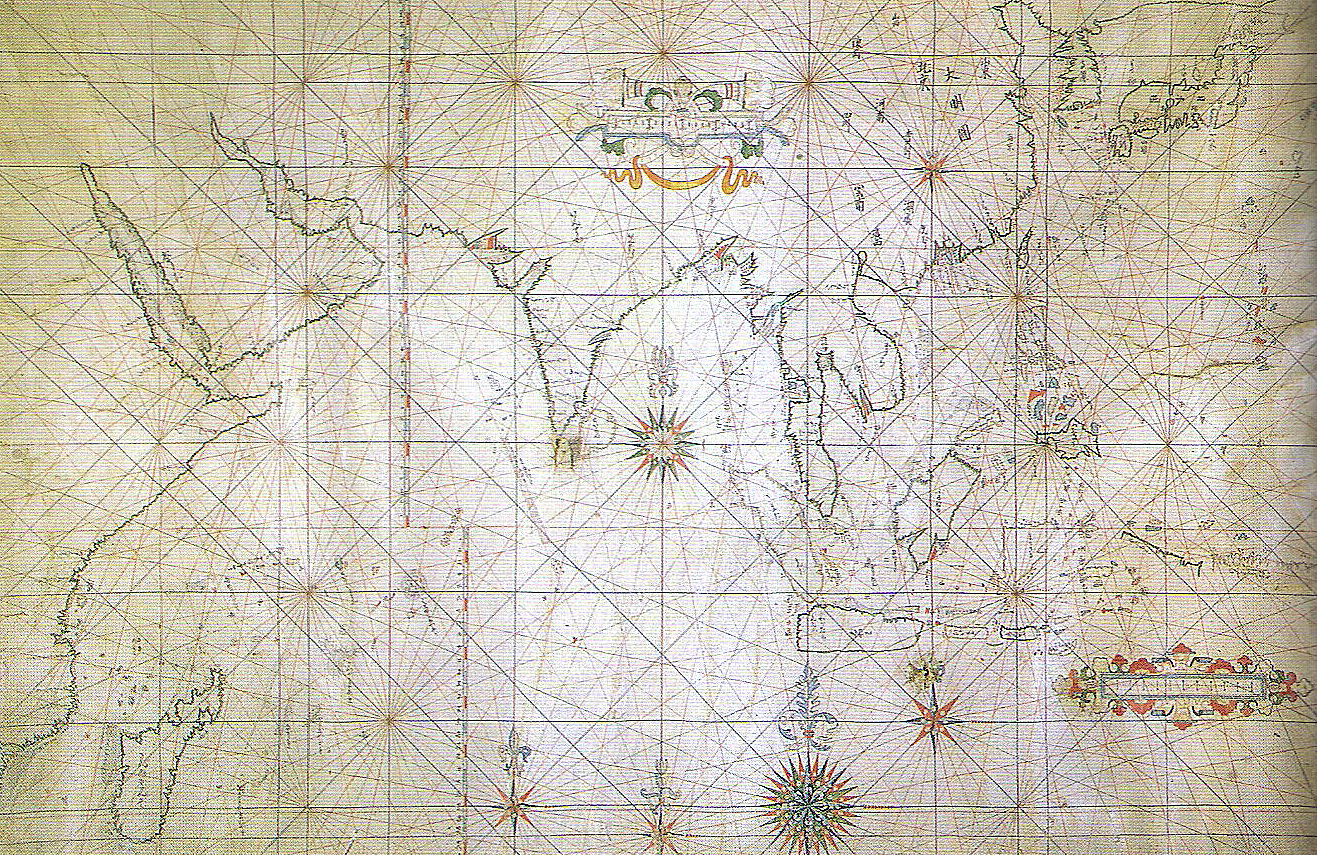
Portolano giapponese raffigurante l'Oceano Indiano e la costa dell'Asia orientale, inizio XVII secolo.

Durante il XVI e il XVII secolo anche le navi giapponesi intrapresero la rotta dell'Oceano Indiano attraverso un sistema di navi shuinsen.

## Periodo islamico
Durante il dominio islamico sulla rete commerciale dell'Oceano Indiano, i gujarati portavano spezie dalle Molucche e seta dalla Cina in cambio di manufatti come tessuti, per poi venderli agli egiziani e agli arabi. Kozhikode divenne il centro delle esportazioni di pepe indiano verso il Mar Rosso e l'Europa.
I missionari e i mercanti musulmani iniziarono a predicare l'Islam lungo le coste occidentali dell'Oceano Indiano a partire dall'VIII secolo, se non prima. A Shanga, in Kenya, è stata trovata una moschea in pietra swahili risalente all'VIII-XV secolo. Il commercio attraverso l'Oceano Indiano introdusse gradualmente la scrittura araba e il riso come alimento base nell'Africa orientale. I mercanti musulmani commerciavano circa 1000 schiavi africani all'anno tra l'800 e il 1700, un numero che crebbe fino a circa 4000 durante il XVIII secolo e 3700 tra il 1800 e il 1870. La tratta degli schiavi esisteva anche nell'Oceano Indiano orientale prima che gli olandesi vi si stabilissero intorno al 1600, ma il volume di questo commercio è sconosciuto.
In Madagascar i mercanti di schiavi provenienti dal Medio Oriente e dall'Asia meridionale talvolta si integravano all'interno dei clan indigeni. Nuove ondate di migranti austronesiani giunsero nell'area in questo periodo lasciando dietro di sé un'eredità culturale e genetica duratura.

## Periodo di esplorazione coloniale europea

### Periodo portoghese

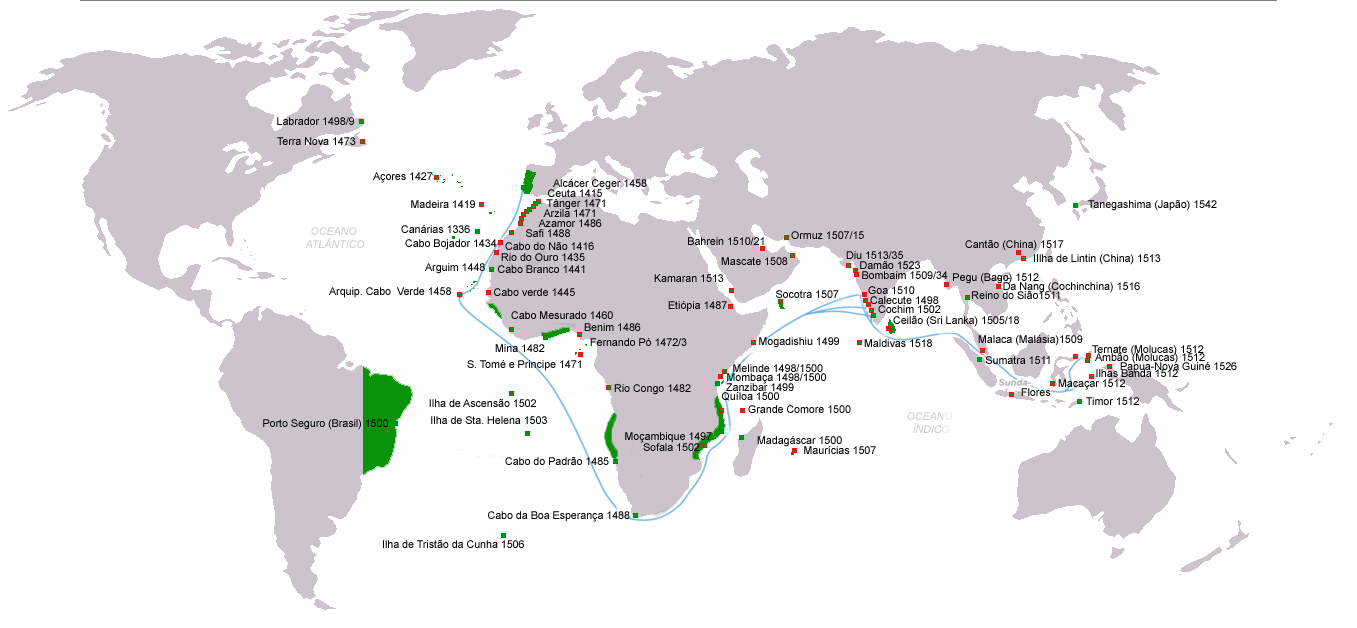
Scoperte ed esplorazioni portoghesi: luoghi e date del primo arrivo

I portoghesi guidati da Vasco da Gama scoprirono una rotta navale verso l'Oceano Indiano attraverso la punta meridionale dell'Africa tra il 1497 e il 1498. Se inizialmente si stabilirono principalmente a Kozhikode, in seguito si spostarono nella regione settentrionale del Gujarat, ritenuta una tappa essenziale nel commercio tra Oriente e Occidente.
La tratta europea degli schiavi nell'Oceano Indiano nacque con la fondazione dell'India portoghese all'inizio del XVI secolo. Da allora fino al 1830, circa 200 schiavi ogni anno venivano esportati dal Mozambico. Cifre simili sono state stimate anche per gli schiavi portati dall'Asia alle Filippine durante l'Unione iberica (1580-1640).

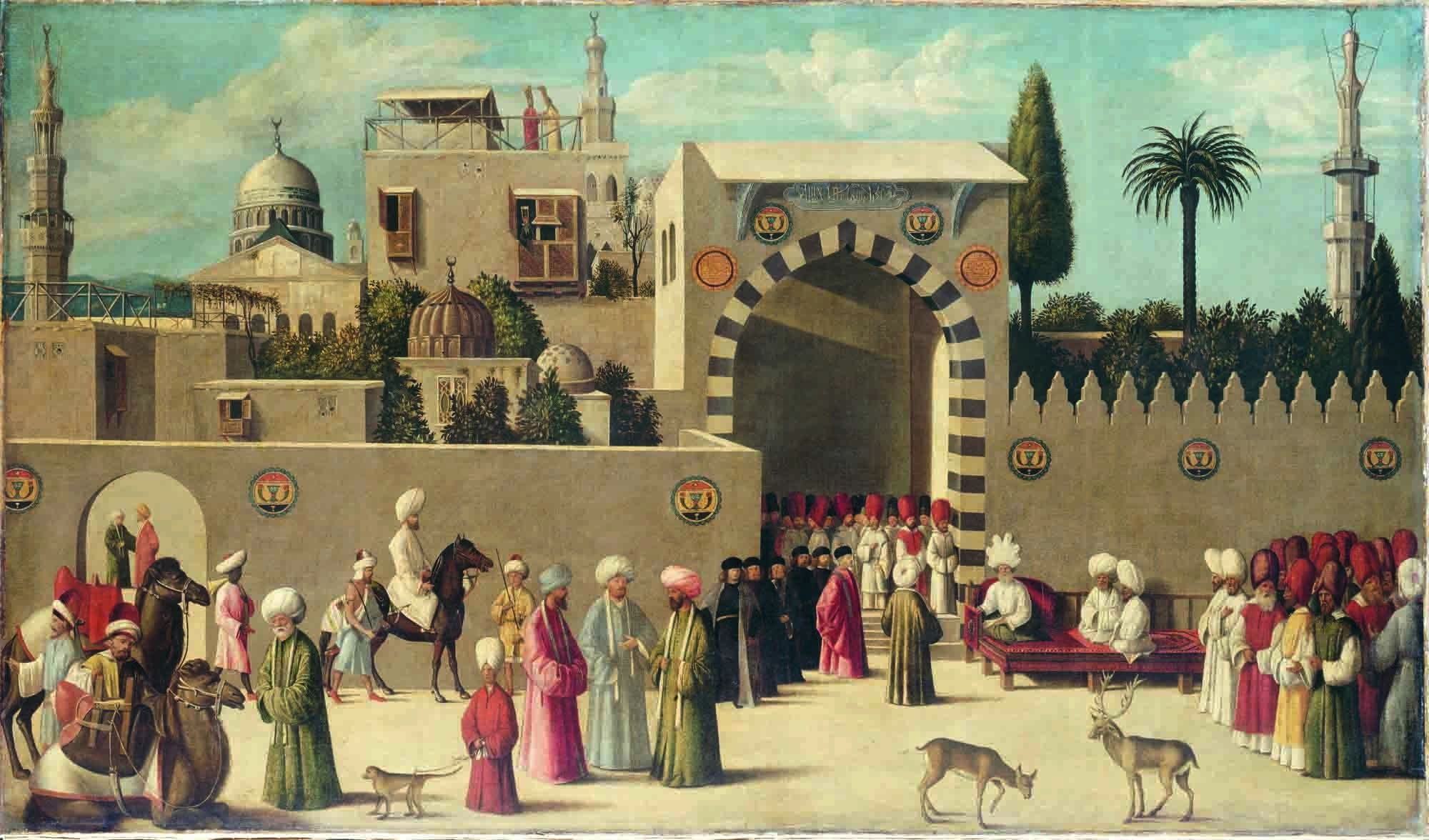
Accoglienza degli ambasciatori veneziani a Damasco ai tempi di Qaytbay.

Gli interessi veneziani furono direttamente minacciati dai portoghesi, in particolare nella rotta delle spezie in Europa. Venezia ruppe le relazioni diplomatiche con il Portogallo e iniziò a contrastare il suo intervento nell'Oceano Indiano, inviando un ambasciatore alla corte egiziana. Fu negoziato l'abbassamento delle tariffe egiziane per facilitare la concorrenza con i portoghesi e si suggerì di adottare "rimedi rapidi e segreti" contro i portoghesi. Nel 1507 i mamelucchi inviarono una flotta guidata da Amir Husain Al-Kurdi, il quale avrebbe combattuto nella battaglia di Chaul.
Gli ottomani tentarono di sfidare l'egemonia del Portogallo nella regione del Golfo Persico inviando un'armata guidata da Ali Bey nel 1581. Nonostante avessero ricevuto il supporto dei capi di diversi principati locali e città portuali come Mascate, Gwadar e Pasni, non riuscirono a sconfiggere i portoghesi, i quali saccheggiarono per rappresaglia Gwadar e Pasni sulla costa del Makran.

### Periodo olandese e inglese

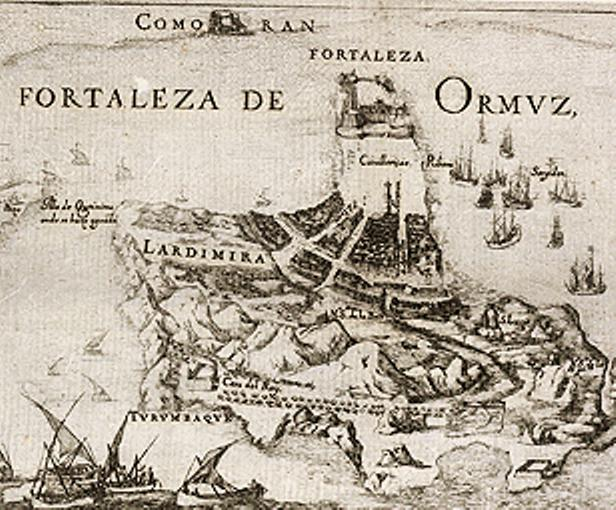
La presa di Ormuz del 1622 ad opera dell'esercito anglo-persiano.

Nel 1602 l'esercito persiano guidato dall'Imam-Quli Khan Undiladze riuscì a espellere i portoghesi dal Bahrein. Nel 1622, con l'aiuto di quattro navi inglesi, gli abbasidi ripresero Hormuz in quella che divenne nota come presa di Ormuz e costruirono il nuovo porto di Bandar Abbas sulla terraferma.
L'istituzione della Compagnia olandese delle Indie orientali all'inizio del XVII secolo portò a un rapido aumento del volume della tratta degli schiavi nella regione: circolavano forse fino a 500.000 schiavi di varie colonie olandesi durante i secoli XVII e XVIII nell'Oceano Indiano. Ad esempio, circa 4000 schiavi africani furono usati per costruire la fortezza di Colombo nel Ceylon olandese, mentre da Bali e da altre isole vicine partirono oltre 100.000 schiavi tra 1620 e il 1830. Gli schiavisti indiani e cinesi fornirono all'Indonesia olandese forse 250.000 schiavi durante il XVII e il XVIII secolo.
Nello stesso periodo fu fondata la Compagnia delle Indie Orientali (EIC) e nel 1622 una delle sue navi trasportava schiavi dalla costa del Coromandel alle Indie orientali olandesi. L'EIC commerciava principalmente schiavi africani, ma anche alcuni asiatici acquistati da schiavisti indiani, indonesiani e cinesi. I francesi stabilirono delle colonie sulle isole di Réunion e Mauritius nel 1721. Nel 1735 circa 7.200 schiavi popolavano le Isole Mascarene, un numero che aveva raggiunto i 133.000 nel 1807. Tuttavia gli inglesi conquistarono le isole nel 1810 e, avendo proibito la tratta degli schiavi nel 1807, fecero sì che si sviluppasse un sistema di tratte clandestine per portare gli schiavi ai piantatori francesi sulle isole. Qui vennero deportati dai 336.000 ai 388.000 schiavi dal 1670 al 1848.
I commercianti europei commerciarono in totale dai 567.900 ai 733.200 schiavi nell'Oceano Indiano tra il 1500 e il 1850 e quasi la stessa quantità venne portata dall'Oceano Indiano nelle Americhe durante lo stesso periodo. La tratta degli schiavi nell'Oceano Indiano era tuttavia molto limitata se paragonata ai circa 12 milioni di schiavi deportati attraverso l'Atlantico.